# Berrocal del Río
Berrocal del Río es un despoblado español del municipio de Saelices el Chico, perteneciente a la provincia de Salamanca, en la comunidad autónoma de Castilla y León. En 2023, la entidad singular de población no tenía empadronado ningún habitante.